# Luis Rivera Marón
Luis Rivera Marón (Madrid, 13 maggio 1937) è un ex calciatore spagnolo, di ruolo centrocampista.

## Carriera
Ha giocato per diversi club di Primera División e Segunda División. Con la Real Sociedad giocò un totale di 98 partite realizzando 26 gol.